# Manuel Pfeifer
Manuel Pfeifer (Hartberg, 10 settembre 1999) è un calciatore austriaco, difensore dell'Hartberg.

## Carriera
Pfeifer è cresciuto nei settori giovanili di Sturm Graz e nel Grazer AK. Nel è stato acquistato dall'Hartberg con cui ha debuttato il 9 giugno 2017 in Regionalliga contro lo Stadl-Paura.
Nel 2019 è stato ceduto in prestito all'Allerheiligen e l'anno successivo è passato a titolo definitivo al Lafnitz.
Il 3 gennaio 2023 ha fatto ritorno all'Hartberg, con cui ha firmato un contratto di due anni e mezzo.

## Statistiche

### Presenze e reti nei club
Statistiche aggiornate al 22 dicembre 2023.
| Stagione        | Squadra         | Campionato      | Campionato | Campionato | Coppe nazionali | Coppe nazionali | Coppe nazionali | Coppe continentali | Coppe continentali | Coppe continentali | Altre coppe | Altre coppe | Altre coppe | Totale | Totale |
| Stagione        | Squadra         | Comp            | Pres       | Reti       | Comp            | Pres            | Reti            | Comp               | Pres               | Reti               | Comp        | Pres        | Reti        | Pres   | Reti   |
| --------------- | --------------- | --------------- | ---------- | ---------- | --------------- | --------------- | --------------- | ------------------ | ------------------ | ------------------ | ----------- | ----------- | ----------- | ------ | ------ |
| 2016-2017       | Hartberg        | RL              | 1          | 0          | CA              | 0               | 0               |                    | -                  | -                  |             | -           | -           | 1      | 0      |
| 2019-2020       | Allerheiligen   | RL              | 15         | 1          | CA              | 1               | 0               |                    | -                  | -                  |             | -           | -           | 16     | 1      |
| 2020-2021       | Lafnitz         | 2L              | 2          | 0          | CA              | 0               | 0               |                    | -                  | -                  |             | -           | -           | 2      | 0      |
| 2021-2022       | Lafnitz         | 2L              | 19         | 0          | CA              | 2               | 0               |                    | -                  | -                  |             | -           | -           | 21     | 0      |
| 2022-gen. 2023  | Lafnitz         | 2L              | 14         | 0          | CA              | 1               | 0               |                    | -                  | -                  |             | -           | -           | 15     | 0      |
| gen.-giu. 2023  | Hartberg        | BL              | 16         | 0          | CA              | 0               | 0               |                    | -                  | -                  |             | -           | -           | 16     | 0      |
| 2023-2024       | Hartberg        | BL              | 17         | 0          | CA              | 2               | 0               |                    | -                  | -                  |             | -           | -           | 19     | 0      |
| Totale carriera | Totale carriera | Totale carriera | 84         | 1          |                 | 6               | 0               |                    | -                  | -                  |             | -           | -           | 90     | 1      |

## Palmarès

### Club

#### Competizioni nazionali
- Regionalliga: 1

Hartberg: 2016-2017